# Хенли, Сторми
Сторми Бри Хенли (англ. Stormi Bree Henley; род. 6 декабря, 1990 года) — американская модель, актриса, певица и победительница конкурса красоты Юная мисс США 2009.

## Биография
Родилась в семье Кипа и Сисси Хенли. Есть сестра Дарби Хенли. Её отец стал победителем телеканала The Golf Channel в реалити шоу The Big Break II. В 2009 году окончила Cumberland County High School и представляла на региональном турнире по гольфу.

## Карьера

### Юная мисс США
Стала победительницей конкурса красоты Юная мисс Теннесси 2009.
В июле 2009 года, представляла родной штат Теннесси на национальном конкурсе красоты Юная мисс США 2009 в Atlantis Paradise Island, Нассау, Багамские Острова. Первая трансляция, которая транслировалось по интернету, после разрыва контракта с телевизионной компанией. В финале, прошедшем 31 июля 2009 года, получила корону из рук Стиви Перри. Стала второй победительницей из штата Теннесси в конкурсе красоты за последние три года, после Рэйчел Смит, завоевавшая корону в 2007 году.
После победы, представляла Miss Universe Organization.

### Музыка
Пробовалась в 10 сезоне American Idol и был выдан Золотой билет в Голливуд. Она была исключена в первом туре Hollywood Week.
В 2012 году присоединилась к музыкальной группе U.G.L.Y., подписала контракт со звуокзаписывающей студией Криса Брауна.

### Актриса
В 2015-м году снялась в третьей серии третьего сезона ситкома Бруклин 9-9 — «Boyle’s Hunch». 

## Личная жизнь
26 июля 2017 года у Сторми родилась дочь Грэвити Блу Смит от модели и музыканта Лаки Блу Смита.